# Volo TAME 120
Il volo TAME 120 era un Boeing 727-134 di linea, registrato HC-BLF e denominato El Oro, che operava come volo passeggeri internazionale tra Quito, in Ecuador, e Cali, in Colombia, con uno scalo programmato nella città di confine ecuadoriana di Tulcán. L'aereo si schiantò durante l'avvicinamento all'aeroporto internazionale Teniente Coronel Luis A. Mantilla di Tulcán il 28 gennaio 2002. Il pilota ha eseguito l'avvicinamento in modo errato in condizioni di nebbia, secondo quanto riferito, e l'aereo si è schiantato sul fianco del vulcano Cumbal, situato vicino a Ipiales, alle 10:23 del mattino. Nell'incidente muoiono tutti i 94 passeggeri e l'equipaggio.

## L'aereo e l'equipaggio
L'aereo coinvolto aveva volato per la prima volta nel 1967 ed era stato precedentemente gestito da Transair Sweden, Air Madeira e Philippine Airlines prima di essere trasferito a TAME.
Il comandante era Jorge Efrain Noe, 59 anni, uno degli istruttori di volo di TAME e uno dei piloti più esperti, con un totale di 12.091 ore di volo, di cui 8.263 sul Boeing 727. Il primo ufficiale era Carlos Alfonso Lopez, 52 anni, che stava seguendo un addestramento per diventare comandante. Aveva accumulato 7.058 ore di volo, di cui 3.457 sul 727. L'ingegnere di volo era Jorge Anibal Burgos Villamar, 50 anni, con un'esperienza di 4.200 ore di volo, di cui 3.000 sul 727.
Il primo ufficiale Lopez era il pilota ai comandi sul volo dell'incidente e occupava il posto di sinistra, mentre il capitano Noe occupava il posto di destra e agiva come "pilot monitoring" (monitorava la strumentazione).

## Cronologia del volo
Il Boeing 727-100 era partito da Quito alle 10:03 ora locale, decollando dalla pista 17. L'aereo è salito a un'altitudine di crociera di 18.000 piedi (5.500 m) e ha proceduto verso nord-nord-est lungo la rotta aerea G-675. La prima tratta, tra Quito e Tulcán, è stata breve. Alle 10:15 HC-BLF ha stabilito un contatto con la torre di controllo di Tulcán, a quel punto si è posizionato a 29 miglia (25 nmi; 47 km) dall'NDB di Tulcán. All'equipaggio è stato concesso il permesso di scendere a 14.000 piedi (4.300 m), e sono state fornite le condizioni meteorologiche e l'autorizzazione per l'avvicinamento.
L'avvicinamento NDB alla pista 23 dell'aeroporto Teniente Coronel Luis A. Mantilla avrebbe portato l'aereo direttamente sopra l'aeroporto, con rotta 0.85 gradi; l'aereo avrebbe effettuato quindi una virata a sinistra, rotta 233, dopo 1,5 minuti, volando alla velocità di 180 nodi (210 mph; 330 km/h), il tutto scendendo a un'altitudine di 11.500 piedi (3.500 m). L'elevazione della pista è di 9.679 piedi (2.950 m); ci sono numerose creste montuose e picchi situati nelle vicinanze dell'aeroporto, che si trova in alto sulle montagne delle Ande. Il vulcano Cumbal, che si eleva a un'altitudine di 15.626 piedi (4.763 m), si trova a meno di 20 miglia (17 nmi; 32 km) a ovest dell'aeroporto.
El Oro entrò nella fase di avvicinamento da sud-ovest, passando leggermente a ovest dell'NDB, anziché direttamente sopra di esso. Il pilota iniziò la virata correttamente, ma stava volando troppo veloce; il 727 stava procedendo a una velocità 230 nodi (260 mph; 430 km/h), anziché ai 180 nodi richiesti. Ciò portò il 727 fuori dalla sua rotta prevista; quando tornò a dirigersi verso ovest, non stava volando verso la pista, ma verso il lato del vulcano Cumbal.
L'aereo si schiantò contro il fianco della montagna alle 10:23, dopodiché non è stato più stabilito alcun contatto con il volo 120. L'impatto è avvenuto a un'altitudine di 14.700 piedi (4.500 m), circa 1.400 piedi (430 m) sotto la cima del vulcano. La visibilità era molto scarsa al momento dell'incidente; il relitto non è stato ritrovato fino a quasi un giorno dopo.

## L'indagine
La commissione d'inchiesta dell'Unità Amministrativa Speciale dell'Aeronautica Civile colombiana ha ritenuto che la probabile causa dell'incidente sia la seguente:
2. La navigazione e la manovra inadeguate dell'aeromobile da parte del pilota in comando [sono] coerenti con l'ingresso nel circuito di attesa presso l'NDB di Tulcán con una velocità di 230 nodi indicata e con un angolo di inclinazione di 15 gradi, superando il limite massimo di 180 nodi stabilito durante tutta la procedura e utilizzando un angolo di inclinazione inferiore ai 25-30 gradi raccomandati, uscendo così dalla protezione dagli ostacoli del circuito di attesa e portando a una collisione contro il vulcano Cumbal.»
(Rapporto finale, Unità amministrativa speciale dell'aeronautica civile)